# Concert Tour 2001 4 FORCE
『Concert Tour 2001 4 FORCE』(コンサート・ツアー2001・フォース)は日本の音楽ユニットEvery Little Thingが開催したコンサートツアー及び、2001年9月27日にリリースしたVHS・DVD作品。

## 解説
ライブ映像作品としては、『Every Little Thing Concert Tour Spirit 2000』以来、約一年振りとなる。
DVDのみメンバー2人のスペシャルインタビュー、一部曲のマルチアングル映像（Ichiro Channel）、本編収録前日のライブでフィルム撮影された『Graceful World』、『fragile』を特別収録している。
DVDと、VHSでの2形態での発売は本作が最後となる。DVD版は12センチCDと同じサイズのケースだったが2005年の再発時に一般化していたトールケースに改められた。
2001年発売の4thアルバム『4 FORCE』を引っ提げたツアーとなっている。

## 収録曲
1. JIRENMA
2. switch★
3. force of heart
4. Someday, Someplace★
5. Good for nothing
6. キモチ
7. 鮮やかなもの
8. Season
9. Graceful World
10. fragile
11. No limit
12. sweetaholic girl★
13. Home Sweet Home
14. Face the change
15. Future World
16. Shapes Of Love
17. One
18. 愛のカケラ
19. 出逢った頃のように
20. Dear My Friend

- ★はDVDのみマルチアングル映像あり。以下DVD特典映像。

1. Graceful World（7.21. Film Version）
2. fragile（7.21. Film Version）
3. Special Interview（Ichiro Ito)
4. Special Interview（Kaori Mochida)